# مارکو گرگیچ
مارکو گرگیچ (کرواتی: Marko Grgić؛ زادهٔ ۱۱ سپتامبر ۲۰۰۳) بازیکن هندبال کروات‌تبار اهل آلمان است.